# 愛しいかけら
「愛しいかけら」（いとしいかけら）は、メロキュアの1枚目のシングル。2002年7月20日に日本コロムビアから発売された。

## 概要
表題曲「愛しいかけら」はテレビアニメ『円盤皇女ワるきゅーレ』のオープニングテーマとして使用された。メインボーカルは岡崎律子である。この曲は主に年齢層の比較的高い視聴者がメインとなる深夜アニメの主題歌であるが、子供向けのアニメ主題歌コンピレーションアルバム『最新TVまんが主題歌だいぜんしゅう!』に収録されたこともある。
カップリングの「Agape」は、同アニメの挿入歌として使用された。こちらのメインボーカルは日向めぐみが担当している。なお、正式表記は「Agapē」となる。岡崎がメインボーカルを担当しているアレンジ違いの「Agape（水の惑星Ver.）」も存在し、OVA『円盤皇女ワるきゅーレ Special』の挿入歌として使用され、オリジナル版とともにアルバム『メロディック・ハード・キュア』に収録された。また、オリジナルの「Agape」のアレンジで岡崎がメインで歌っているバージョンがOVA『円盤皇女ワるきゅーレ 星霊節の花嫁』の挿入歌として使用されている。こちらは長らく音源化はされておらずアニメの中でしか聴けなかったが、2015年発売のアルバム『メロディック・スーパー・ハード・キュア』において、新たにレコーディングされた日向のコーラスを追加し、「Agape [switched edition]」として初めてCD音源として収録されることとなった。

## 収録曲
（全作詞・作曲：岡崎律子、編曲：西脇辰弥）
1. 愛しいかけら [3:37]
  - テレビアニメ『円盤皇女ワるきゅーレ』オープニングテーマ
2. Agape [4:41]
  - テレビアニメ『円盤皇女ワるきゅーレ』挿入歌
3. 愛しいかけら（オリジナル・カラオケ）
4. Agape（オリジナル・カラオケ）

## 批評
2015年8月に『メロディック・スーパー・ハード・キュア』がリリースされた際、音楽評論家の冨田明宏は『リスアニ!』誌上において本作について総括しており、「愛しいかけら」について、「どこかエロチックにさえ感じるどこか甘くて繊細なメロディとコーラスワーク、 ジェリーフィッシュに代表されるような90年代パワーポップ〜インディー・ロック的なサウンド・アレンジ...などなど、それは紛れもなくアニソンではあったが、かつてないジャンルの自由さとポップネスに彩られた、いわば新しいアニソンだった。」と、「Agape」については、「極上のメロディ、エモーショナルで緻密なコーラスワーク、壮大なアレンジメントによりアニソンにその名を刻み付けた「Agape」の普遍的な魅力は、これからも何ら変わることはないだろう。」と、それぞれの楽曲について評している。
また、冨田は4年後の2019年4月にテレビ朝日系列で放送された『関ジャム 完全燃SHOW』の「関ジャム流平成31年の音楽史」特集にVTR出演した際には、アニメソングの分野における「平成音楽史で'"実は超大事な曲"」として「Agape」を挙げ、「この曲によって、挿入歌なのにここまで本気の曲を作って、アニメ作品を楽曲で盛り上げるということの、ある意味レベルの底上げをしてくれた曲でもあると思っていますし、恐らく多くのクリエイターが意識せざるを得なくなったんじゃないかなと思いますね。」とコメントを寄せている。

## エピソード
- 「愛しいかけら」のイントロのギターストロークのように聞こえる音色は、実際はアレンジャーでもある西脇辰弥が演奏するシンセサイザーによるものである[5]。
- 岡崎の死後、「Agape」のマスターセッションデータは長らく行方不明となっており、岡崎のコーラス音源が使用出来ないためにライブでも演奏不可能となっていたが、2011年12月に行われた日向のライブにサポートとして参加していたクラムボンのベーシストであるミトが自身の人脈を駆使して日本コロムビアの関係者へ呼びかけたところ、無事にコロムビア社内で音源データが発見され、久々のライブ演奏が実現した[2]。オリジナルの音源データによる「Agape」のライブ再演は、2004年3月以来、実に7年9ヶ月ぶりであった。ミトは2015年8月に開催された「Animelo Summer Live 2015 -THE GATE-」においても、「愛しいかけら」と「Agape」の編曲を担当した西脇とともに、メロキュアのサポートバンドメンバーとして参加している。
- 「Agape」のオリジナル版のCD音源ではアウトロがピアノパートのみとなっているが、ライブではピアノに乗せて歌われるコーラスパートが存在する[6]。このコーラスパートは2015年に「Agape [switched edition]」で日向により新録されたため、現在ではCD音源で聴くことも可能となっている。

## 賞歴
Agape
- 平成アニソン大賞 大賞・特別賞（2000年 - 2009年）[7]

## カバー
Agape
- 緒方恵美（『アニメグ。』2007年10月3日）

テレビアニメ『円盤皇女ワるきゅーレ』でのメインヒロイン役でもあり、メロキュアの2人とも親交の深い緒方によるカバー。
カバーという名目ではあるが、実際にはオリジナル版のメインボーカルである日向がゲストボーカルとして参加してのデュエットとなっている。
- やなぎなぎ（『エウアル』2013年7月3日）

初回限定版の特典CDに収録。
- 吉岡亜衣加（『泣けるアニソン〜with you〜』2015年2月11日）
- 浅倉杏美（『THE IDOLM@STER MASTER ARTIST 3 09 萩原雪歩』2015年7月8日）

ゲーム『THE IDOLM@STER』に登場するキャラクター・萩原雪歩のキャラクターソングとしてカバーされている。
編曲に西脇辰弥の名前がクレジットされており、オリジナル版と同アレンジでのカバーとなっている。
- ChouCho（『naked garden』2019年11月27日）
- Lia（『REVIVES II』2019年12月18日）

## 収録アルバム
| 曲名         | 収録アルバム                     | 発売日        |
| ------------ | -------------------------------- | ------------- |
| 愛しいかけら | 『メロディック・ハード・キュア』 | 2004年3月17日 |
| Agape        | 『メロディック・ハード・キュア』 | 2004年3月17日 |